# 長谷川敬一郎
長谷川 敬一郎（はせがわ けいいちろう、1845年7月14日（弘化2年6月10日）- 1918年（大正7年）9月28日）は、幕末から大正期の村役人、農業経営者、実業家、政治家。衆議院議員（1期）、佐賀県会議長。

## 経歴
肥前国松浦郡久里村（佐賀県東松浦郡久里村大字久里を経て現唐津市久里）で、大庄屋・長谷川正平の長男として生まれる。15歳で平野組庄屋を務め、その後、久里村大庄屋となった。
1881年（明治14年）長崎県会議員に選出され、1883年（明治16年）5月に佐賀県が分離成立すると佐賀県会議員となり、県会議員に34年間在任し、同常置委員、同参事会員、同議長、東松浦郡町村組合議長なども務めた。
1894年（明治27年）9月、第4回衆議院議員総選挙で佐賀県第2区から自由党所属で立候補したが次点で落選。1912年（明治45年）5月の第11回総選挙で佐賀県郡部から立憲政友会所属で出馬し次点で落選したが、八坂甚八の辞職により1913年（大正2年）5月に繰上補充で衆議院議員に就任し1期在任した。1915年（大正4年）大浦事件で検挙され、1916年（大正5年）6月、高松地方裁判所で懲役2か月・執行猶予3年の判決を受けた。これにより大礼記念章を褫奪された。
実業界では、唐津石炭合併社社長、唐津製塩社長、西海商業銀行取締役、唐津魚市場取締役などを務めた。また、久里村に灌漑用水揚機械を設置して農業の振興に尽力し、東松浦郡水産組合組長、西松浦郡水産組合組長も務めた。